# Dornava

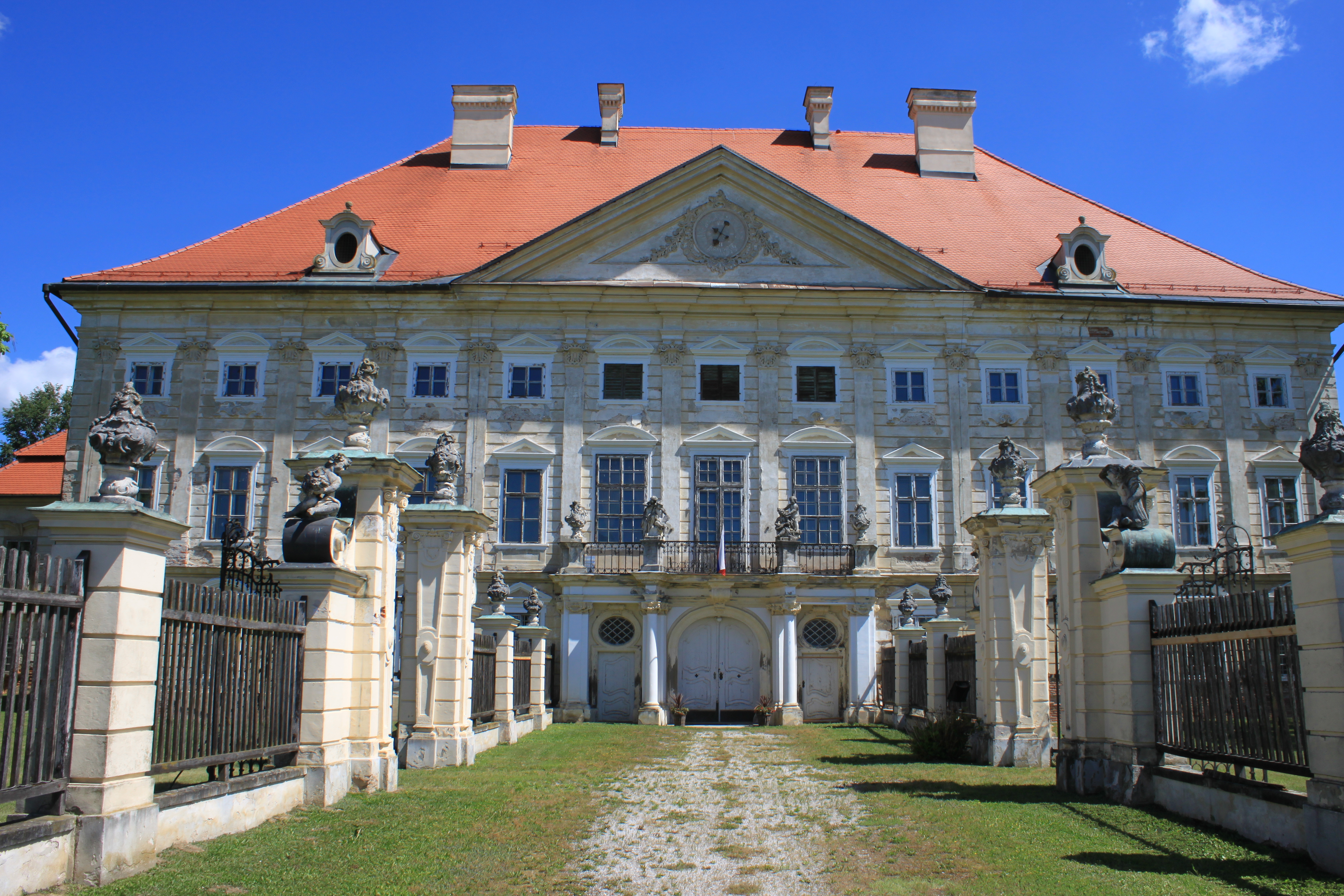
Castelo Dornau (Dornava); construído em 1753.

Dornava é um município da Eslovênia. A sede do município fica na localidade de Dornava.